# 斯特凡诺·帕尔米耶里
斯特凡诺·帕尔米耶里（義大利語：Stefano Palmieri，1964年9月18日—），圣马力诺执政官，2018年4月1日起和马特奥·奇雅茨同时在任。他曾在2009年10月1日至2010年4月1日期间担任同一职位，与弗朗切斯科·马瑟尼并列。
他是人民联盟的成员，帕尔迈自2006年以来一直在大议会担任议员。他是“Biancoazzurro运动”的创始人之一，后在2005年并入人民联盟。
帕尔米耶里是一名注册会计师，是一个已婚并有两个儿子的父亲。

## 荣誉

### 外国荣誉
- 摩納哥：大十字勋章（2010年3月5日） [2]